# Sborník nezávislých foglarovců
Sborník nezávislých foglarovců je publikace vydávaná od roku 2009  a věnovaná životu a dílu spisovatele Jaroslava Foglara a dění v řadách jeho příznivců. 
Sborník připravuje redakční rada Kruhu přátel odkazu Jaroslava Foglara, jejímiž členy jsou Jiří Stegbauer-Jura (editor), Luboš Trkovský, Petr Vyleta a Jiří Zachariáš-Pedro. Vydává jej Nakladatelství Ostrov v Praze.   Majitel nakladatelství a editor Sborníku Jiří Stegbauer-Jura však zemřel dne 1. března 2021. 
Sborník vychází většinou 1x ročně (s výjimkou let 2013–2014) a pravidelně se věnuje výročím, souvisejícím se spisovatelem Jaroslavem Foglarem a jeho dílem a s kreslíři, se kterými Jaroslav Foglar spolupracoval. Uvádí i nové informace ze života Jaroslava Foglara, které badatelé objevili v jeho pozůstalosti a v dokumentech uložených v Památníku národního písemnictví v Praze. Také poskytuje informace ze současného „foglarovského světa“.  
K dlouhodobým spolupracovníkům Kruhu přátel odkazu Jaroslava Foglara při tvorbě obsahu Sborníku patří nebo patřili svými příspěvky mj. Václav Nosek-Windy, Josef Bláha-Řešetlák, Jindřich Hojer, Miroslav Škvára,  Ivo Jirásek, Vojtěch Hanuš, Jan Machálek, Pavel Hošek, Karel Sýs, Roman Šantora-Bobo a další. Redakce spolupracuje také se Sdružením přátel Jaroslava Foglara, s Památníkem národního písemnictví a se Skautskou nadací Jaroslava Foglara. 

## Historie vydávání Sborníku
- 2009 – Sborník č. 1, ISBN 978-80-86289-62-5, obsahuje články: Oprava rodného listu RŠ – Objev: Fischer+Foglar+Pan Bacil – Neznámé povídky J.F. – Kluby po zániku Vpředu – Záhada Vzletu – Záblesk ve tmě roku 1956 – Velká mystifikace nejen foglarovců – 10. výročí úmrtí – Jestřáb byl svéprávný! – Dr. Fischer v jiném svědectví – Nový příběh "Rychlé šípy u železničního mostu" [6]

- 2010 – Sborník č. 2, ISBN 978-80-86289-66-3, obsahuje články: Věrnost a vděk – Jestřábovy rytířské vlastnosti – Dr. Jan Fischer zůstal s námi – Jestřáb – třetí syn Kalivodových – Jak to vlastně bylo s "ježkem v kleci"? – J. Foglar českým dětem v čase hákového kříže – Klub zvídavých dětí – Čokoláda jako unikát – Milý pane faráři! – Drtivý útok ze syndikátu "Jestřábův let" – autorův pád – Překvapení s bobříky a spol.

- 2011 – Sborník č. 3, ISBN 978-80-86289-73-1, obsahuje články: Tajemství Pumíka, Pycínka a Cybýnka – Příběhy z titulních stránek [7] – Frenky z Yukonu a čestný odznak Rychlých šípů – Neblahé poselství družiny Lišek – Objev! - Bratrstvo Modrého t. – Mýtus zvaný Stínadla – Poděbrady, Dvojka a Jestřáb – Úžasné setkání s Kulišáky – Zápas o Náš oddíl

- 2012 – Sborník č. 4 ISBN 978-80-86289-75-5, obsahuje články: J. Foglar a století českého skautingu – Neznámá foglarovka? – Kreslíř Fischer a nejen Čigoligo – Tajemství polského úspěchu – Láska Lenky a Jaroslava? – Sokol z Olympie a Jestřáb – Objev zvaný Rozruch – Překvapení ve foglarovkách – Zrušit tabu? – Unikátní nález – Roy a jeho Bobři – Další poklad!

- 2015 – Sborník č. 5, ISBN 978-80-86289-79-3, obsahuje články:  Poselství Staré Dvojky – Dobrodružství s Jestřábem – Bílá místa v kronikách – Dan odešel ke Zlaté generaci – Ještě Roy a jeho Bobři – Šipeke–velký sponzor – Neznámé číslo Mladého hlasatele – Tajemný malíř Salač – Záhada prvního rukopisu – Rébus Poděbrad vyřešen – Objev obálky Zdeňka Buriana – Učil jsem se od Foglara – Poslední dopis S. Hrnčířovi – Vzpomínka na Zdeňka Pírka – Komiks: RŠ nalézají Šimka

- 2017 – Sborník č. 6, ISBN 978-80-86289-82-3, obsahuje články: Ježek v kleci v Brně! – Sluneční zátoka láká – Kreslí dr. Jan Fischer  – Foglar v hodnocení české vědy – Zdeněk Burian a Jaroslav Foglar – Tajemství modrého života – Cesta za modrým světlem – Za všechno může Foglar? – Správný kluk, Dvojka a kluby – Z. Burian v Pošumavském hlasateli – Život s Bratrstvem Kočičí pracky? – Příběh Jestřábovy kresby

- 2018 – Sborník č. 7, ISBN 978-80-86289-83-0, obsahuje články: Jestřáb konečně na Hrad! – Rok s Rychlými šípy – Evangelium podle J. Foglara – Záhada Modrého života – Jestřáb pro paní a dívky – Jizvy Mnichova na tváři Dvojky – Kam se, himbajs, schoval Rikitan? – Lži o spisu StB – Skromný titán – Foglarovo tajemství – S Jindrou a Červenáčkem ve Sluneční zátoce – Muzeum J. Foglara otevřeno – Vontovo pozdní odpoledne

- 2019 – Sborník č. 8, ISBN 978-80-86289-85-4, obsahuje články: Jak vznikaly Rychlé šípy – Vlivy J. Foglara na český skauting – V říši Ml. hlasatele – Jestřábovy lásky – Nemilosrdná provokace – Spolupráce s malířem V. Junkem – Utajený návštěvník – Foglarovské světy – Soutěž Rš ve Stínadlech – Oddílové nálepky – Jestřábovy bobříci – Proč mlčí J.Č. [8]

- 2021 – Sborník č. 9, obsahuje mimo jiné články: Jura bude s námi (fotovzpomínky na Jiřího Stegbauera-Juru) – Rébus jedné básničky – Překvapivá nabídka Ozvěnám – Záhada parníku Helene – Byl připraven – Klubovna ve Věži – Kalendář Junáka 1941 – Rotačka - Foglarovo zoufalství – Evangelium Lesní moudrosti – Nesmělý Jestřáb – Betlémář se srdcem "Šípáka" – Píše "stř.", kreslí "pfa" – Tajemný Mariquita

- 2022 – Sborník č. 10, obsahuje mimo jiné články: Ten, co první kreslil po zdech ježky v kleci – Wabi-100 let – Záhada plochých zápalek – Krumovo dobrodružství – Jestřábovy cesty s filmem – Jestřáb a chlapectví – Statečná srdce – Záhada Erbovní knihy – Píše Foglar-kreslí Saudek – Jeskyně obřích trilobitů – Jestřábova tvůrčí hnízda – Osmdesátiletý Alvarez – Odešel Song

- 2023 – Sborník č. 11, nazvaný "Foglarovský sborník", obsahuje mimo jiné články: Láďa Velebil–pravdivá legenda – Akela-velké korespondenční přátelství – Jarmil Burghauser-Jumbo 100 let – Výjevy z Jestřábových knih – Co předcházelo Modré rokli – Rychlé šípy s hákovým křížem v zádech! – Dvojka stodesetiletá – Rytíř Dvojky – Za Františkem Dostálem – Jestřábovy drobky – Stopy Jestřába ve městě automobilů – Jak Jestřáb předbíhal ve frontě/Rozhovor s Jírou Kabelkou

- 2024 – Sborník č. 12, nazvaný "Foglarovský sborník", obsahuje mimo jiné články: Jestřáb a jeho hoši od Hadí řeky – Jirka Raba ze Stínadel – U Jestřába na chatě – Sběratelství a svět Jaroslava Foglara – Rychlé šípy s rudou hvězdou v zádech – Můj tábor ve Sluneční zátoce – Jsou či nejsou Rychlé šípy? – Mirek, nikoliv Dušín, ale Pírek – Neznámá foglarovka – Jak jsme vyznamenávali Jestřába – Jestřáb na cestách

- 2025 – Sborník č. 13, nazvaný "Foglarovský sborník", obsahuje mimo jiné články: Devadesátá léta s Jestřábem – Vzpomínka na Jiřího Petráčka – Opomíjené Jestřábovo dílo – Jestřábova "pardubická" povídka – Miloš Zapletal – Speciální čísla Mladého hlasatele – Jestřábovy neznámé válečné přednášky – Školní práce o Jaroslavu Foglarovi – Vzpomínka na Jíru Vodenku – Rychlé šípy způsobují nesnáze – Tiskárna Kobes – Rychlé šípy mají návštěvu